# Presa El Granero
La Presa El Granero más formalmente llamada como la Presa Luis L. León, es una presa ubicada en el cauce del Río Conchos en el municipio de Aldama, Chihuahua,  su construcción culminó en 1968, su embalse tiene una capacidad para albergar 356 hectómetros cúbicos de agua, el uso primordial de esta presa es para el riego agrícola y el control de avenidas del Río Conchos.